# Metacnephia fuscipes
Metacnephia fuscipes är en tvåvingeart som först beskrevs av Fries 1824.  Metacnephia fuscipes ingår i släktet Metacnephia och familjen knott. Arten är reproducerande i Sverige. Inga underarter finns listade i Catalogue of Life.